# Jardin botanique de Kyōto

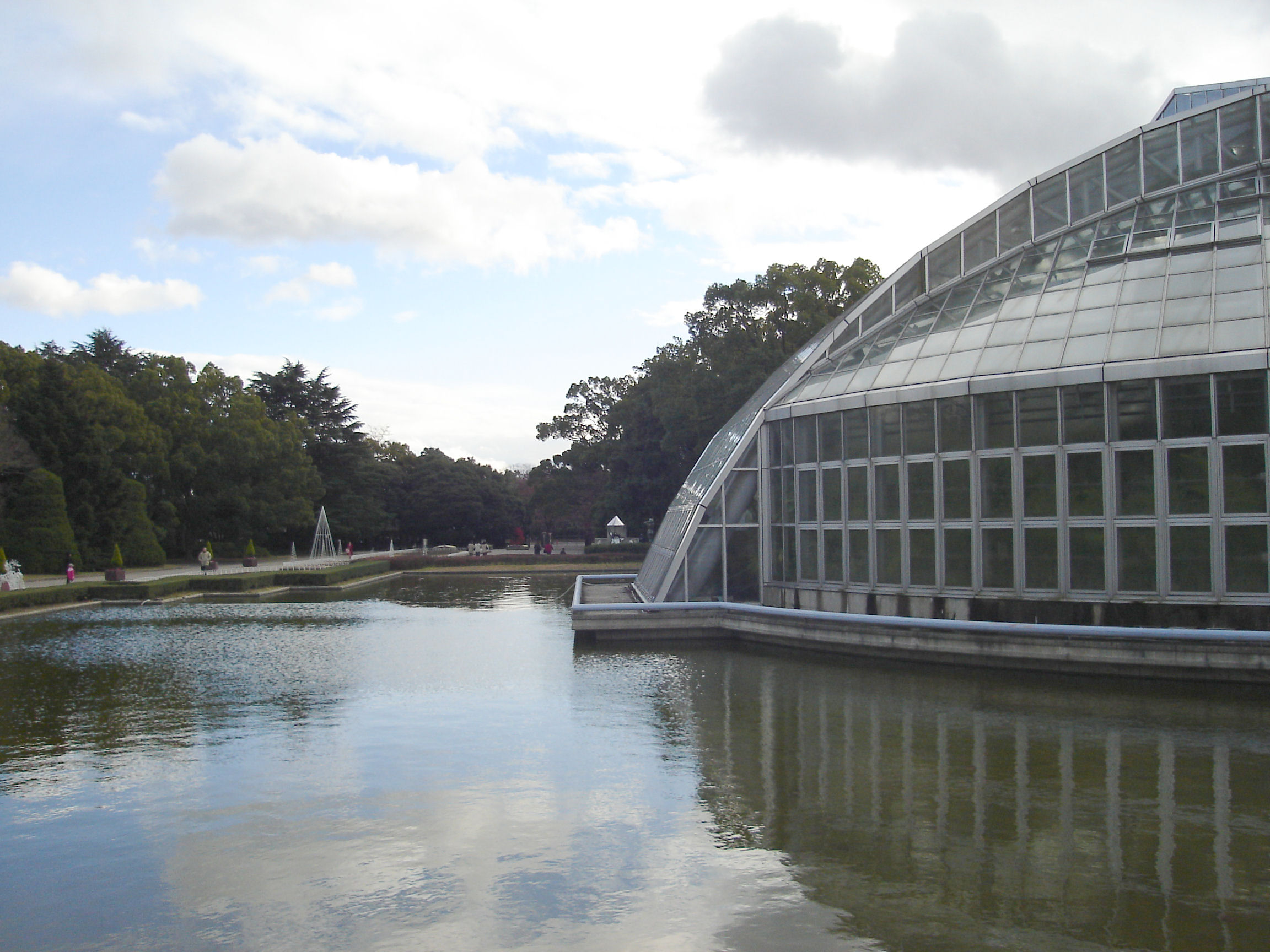
Serre du jardin botanique de Kyōto.

Le jardin botanique de Kyōto (京都府立植物園, Kyōto furitsu shokubutsuen) est un jardin botanique japonais situé à l'extérieur de la ville de Kyōto, au Japon. Avec ses collections de quelque 12 000 espèces et sous-espèces de plantes, c'est l'un des jardins botaniques les plus importants du Japon.

## Historique
Le jardin a été créé en 1924. À l'abandon après la Seconde Guerre mondiale, il a été restauré en 1961.

## Description
En 2011, le jardin botanique de Kyōto s'étend sur 240 000 m2. Il contient quelque 12 000 espèces de plantes, et est organisé en grands aires : le jardin des bambous ; l'exposition de bonsaïs ; le jardin des camélias ; les cerisiers ; le jardin de style européen ; le lit de fleurs ; le jardin des hortensias ; le jardin des plantes japonaises indigènes ; l'étang des lotus ; l'étang Nakaragi-no-mori (arbres indigènes originaires du bassin du Yamashiro); le jardin des plantes vivaces et utiles ; le jardin Sunken et la grotte Uma.

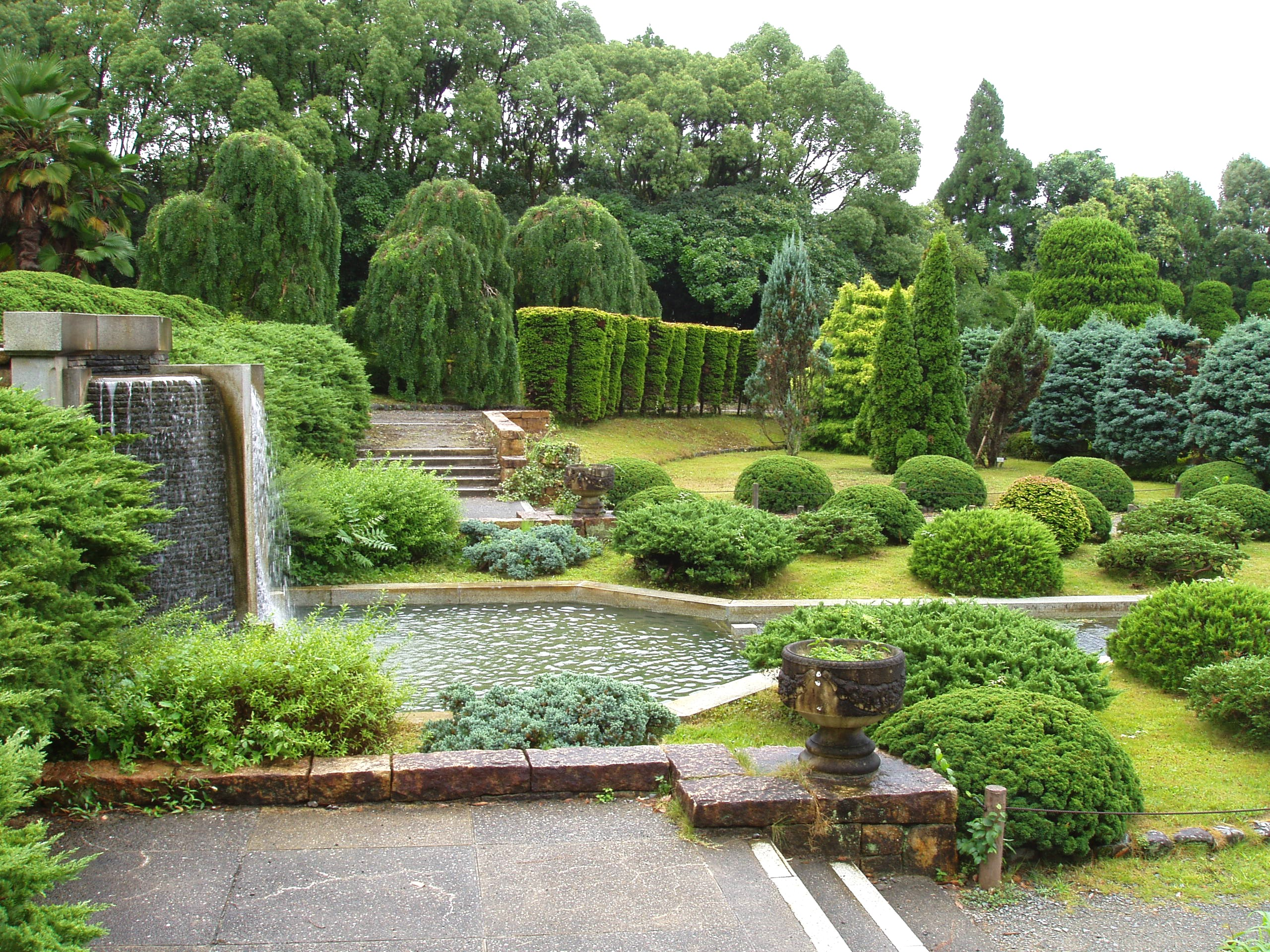
Le jardin Sunken.
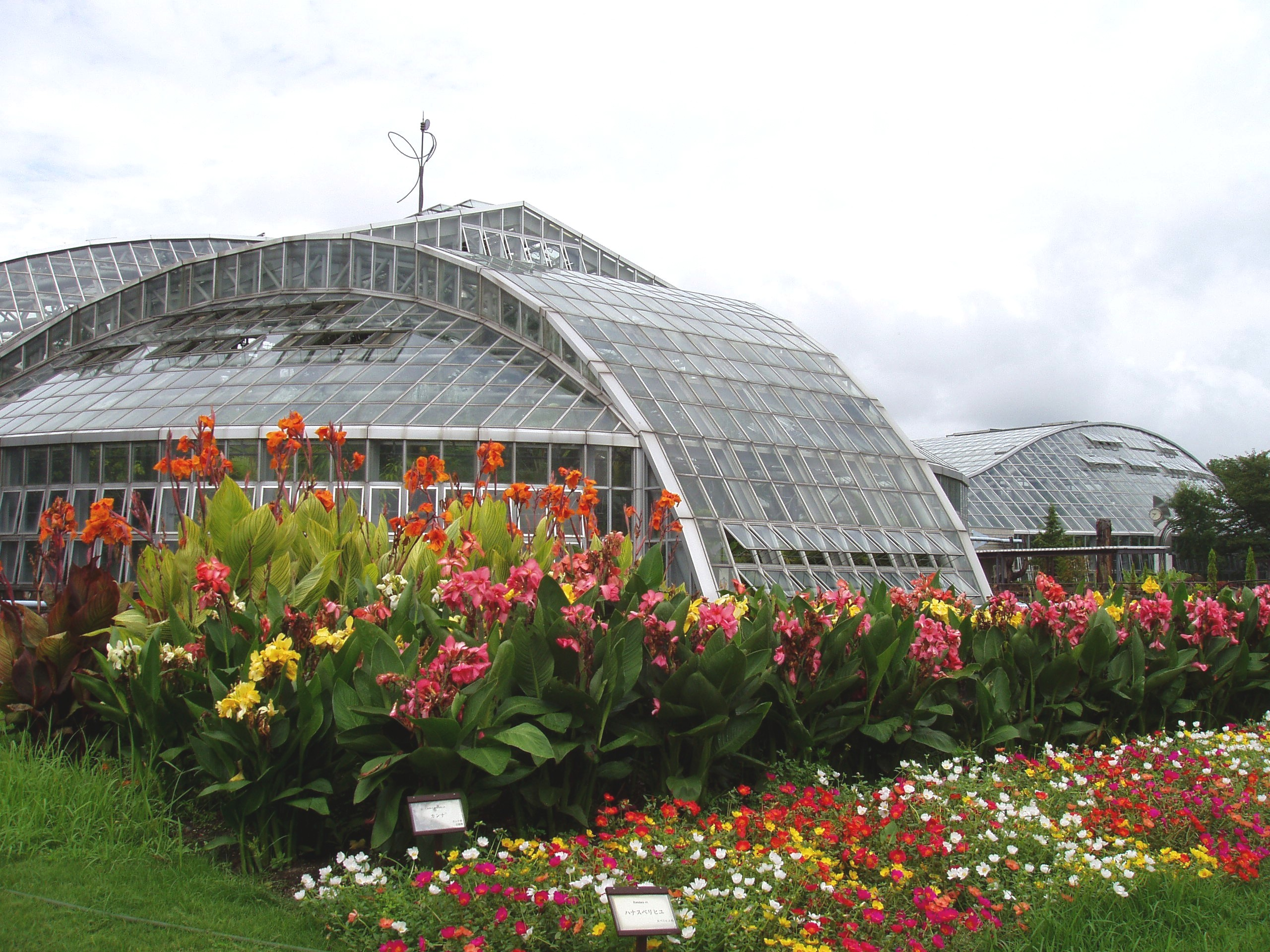
Vue des serres.
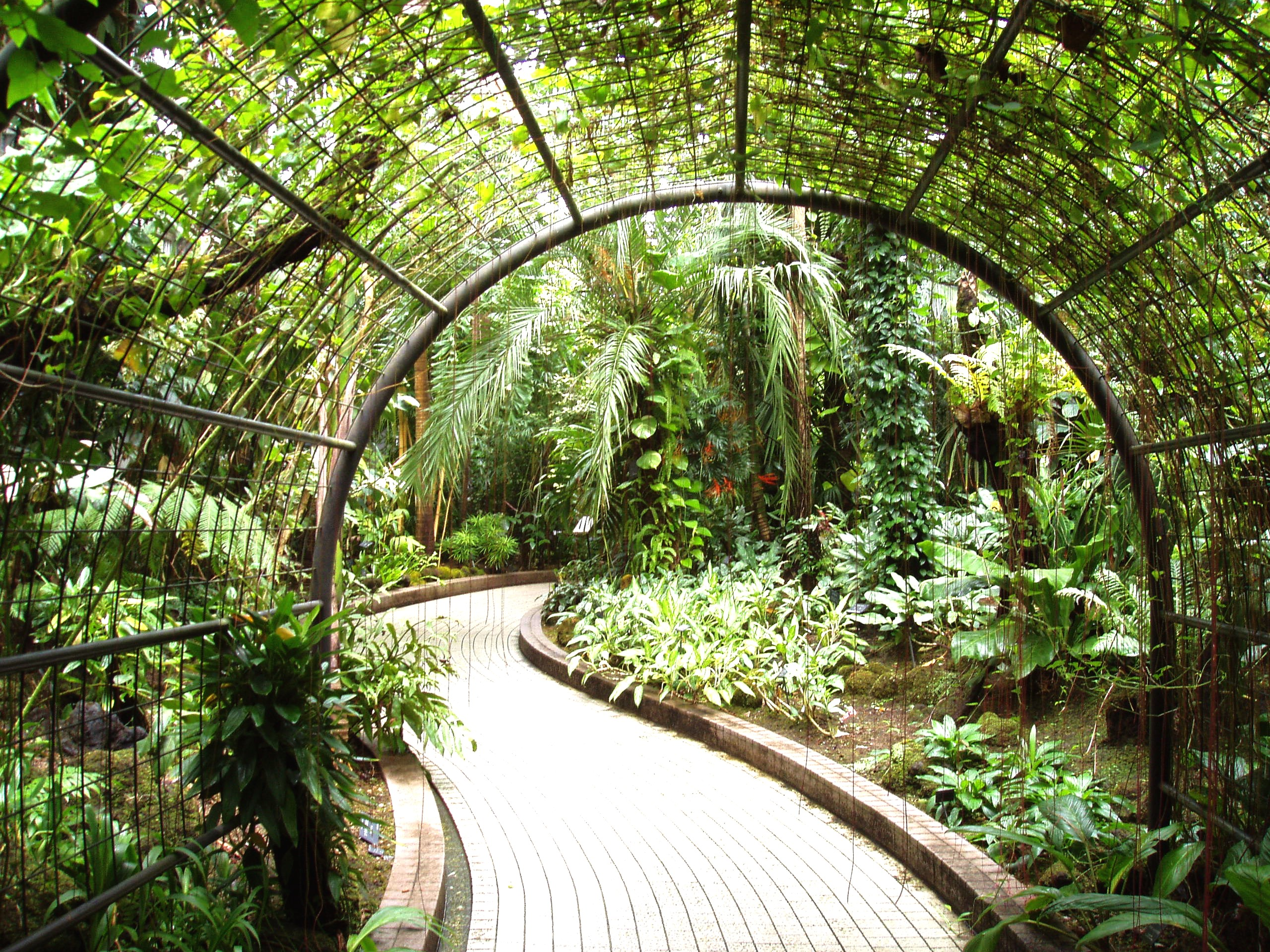
Intérieur des serres.